# X檔案：我要相信
《X檔案：我要相信》（英語：The X-Files: I Want to Believe）是一部2008年懸疑科幻片，為1998年電影《X檔案：征服未來》（The X-Files）的續集，由克里斯·卡特執導，大衛·杜考夫尼、姬蓮·安德森、米徹·佩勒吉和阿曼達·皮特主演。台灣於2008年8月1日上映，香港則2008年8月4日上映。

## 剧情介绍
在X档案大结局之后六年，前FBI联邦调查局調查員黛娜·史考莉在一间天主教教会医院工作，她在治疗一位患脑部疾病晚期的男孩，该男孩的病是一种罕见的脑部疾病，病情随时间逐渐加重脑部损坏。
同一時間，FBI調查員德拉米找到了史考莉，希望通过她，能找到福克斯·穆德，并且聲稱如果没有找到已经躲藏起来的前X档案负责人，就要发出通缉令。这次的案情是有关多起妇女失踪案件，其中包括FBI調查員莫妮卡·班娜。
两人到了华盛顿，調查員科塔·惠妮想让穆德借助其在灵异现象方面的经验，并且配合上克斯曼神父提供的线索。
惠妮和德拉米将克斯曼神父以及穆德带到了被绑架的探員班娜家中，克斯曼神父不顾他人对他的质疑，在雪地中跪下并且眼流鲜血。
晚上，史考莉对穆德提起了FBI发现的被截肢的手臂留有一种只在动物身上使用的镇静剂。这一次克斯曼神父也被重新找来参与破解第二次绑架案。就在所有人员都已经精疲力尽，准备撤走时，克斯曼神父和穆德的坚持，使大家在大雪夜中重回岗位，最终发现一堆深埋在地下的人体四肢。
通过调查警察找到了Dacyshyn，受雇於器官捐獻機構，專門搜集人體器官，也是当年的遭受克斯曼神父侵犯的小孩之一。当FBI在搜查Dacyshyn所在的器官捐献机构的时候，被Dacyshyn察觉，并且逃跑，穆德和惠妮追踪他到了一个工地，在一阵寻找后，两人以为追捕失败。岂知Dacyshyn藏在暗处，将惠妮推下高楼，致死。
穆德后来追踪到一个小镇上的一个药店，追问是否有人购买镇静剂，谁知和疑犯正好错过。下雪天，穆德驾车被后来追上的疑犯撞下悬崖。大难不死的穆德爬上悬崖，看到了被抛弃的铲雪车，拿上一个随手工具当做武器，穆德找到了罪犯藏身的基地，是一个偏远的小屋，里面放满了人的肢体，并且还有被关押的調查員，以及无数的狗。Dacyshyn听到狗吠来到屋外查看，穆德趁机潛入，不幸被屋内的人所制服。
此時。史考莉无法找到穆德，手机无人接听，还好有老上司斯金納帮忙，找到了手机位置，以及出事的车辆。沿着公路往前开，直觉让史考莉下车，找到了克斯曼神父所说的带有《圣经》章节号码252的邮箱。
一切恢复平静之后，在穆德的小屋中，史考莉给他带来了克斯曼神父去世的消息，当时穆德正在看报纸上有关克斯曼神父是同犯的报道。穆德认为很气愤，他认为所有证据可以说明克斯曼神父不是共犯，而是一个真正拥有通灵功能的人。史考莉也感到很惋惜，这倒是让穆德感到奇怪，和以前她对克斯曼神父的态度截然相反。后来才知道原来神父对她所说的话确实应验。

## 主要演員
| 演員          | 角色                          |
| ------------- | ----------------------------- |
| 大衛·杜考夫尼 | 福克斯·穆德（Fox Mulder）     |
| 姬蓮·安德森   | 黛娜·史考莉（Dana Scully）    |
| 米徹·佩勒吉   | 沃特·斯金納（Walter Skinner） |
| 阿曼達·皮特   | 科塔·惠妮（Dakota Whitney）   |

## 外部連結
- 互联网电影数据库（IMDb）上《X檔案：我要相信》的资料（英文）
- AllMovie上《X檔案：我要相信》的资料（英文）
- 爛番茄上《X檔案：我要相信》的資料（英文）
- Metacritic上《X檔案：我要相信》的資料（英文）
- Box Office Mojo上《X檔案：我要相信》的資料（英文）